# Tubokuraryna
Tubokuraryna – organiczny związek chemiczny z grupy alkaloidów wyodrębniony z kurary. Ma działanie porażające mięśnie prążkowane. Jest antagonistą receptora nikotynowego na płytce motorycznej mięśni poprzecznie prążkowanych. W chirurgii była stosowana jako lek zwiotczający w postaci chlorku D-tubokuraryny w celu uzyskania zwiotczenia mięśni szkieletowych.
Powoduje porażenie mięśni zewnętrznych oka oraz mięśni twarzy, szyi, brzucha, kończyn, mięśni międzyżebrowych i przepony. W większych dawkach hamuje przekaźnictwo w zwojach układu autonomicznego.
W lecznictwie tubokuraryna stosowana była w postaci rozpuszczalnego w wodzie chlorku D-tubokuraryny podawanego pozajelitowo.